# Laryssa Ayres
Laryssa Ayres Ribeiro da Silveira (Rio de Janeiro, 4 de março de 1997), conhecida apenas como Laryssa Ayres, é uma atriz e modelo brasileira.

## Carreira
Estreou em 2013 na televisão na novela "Flor do Caribe" da Rede Globo, onde aparece em uma cena de flashback contracenando com o ator Eike Duarte.
Em 2015, interpretou a personagem Amanda, no filme Mate-Me Por Favor.
Também em 2015, estreou regularmente no elenco principal da novela adolescente Malhação: Seu Lugar no Mundo da Rede Globo, como a estudante do ensino médio da escola precária chamada Jéssica.
Em 2016-2017, seguiu e trabalhou em Malhação: Pro Dia Nascer Feliz, como a mesma personagem, onde agora concluiu o ensino médio e passa a trabalhar na recepção de uma importante academia da cidade, e ainda fez par romântico com o personagem do ator Sérgio Malheiros.
Em 2017, fez a personagem Ariela Feld, na primeira fase da telenovela brasileira "Apocalipse", da RecordTV, papel que dividiu com Leona Cavalli.
Em 2018, estreou no horário nobre ao interpretar Diana Zerzil na novela "O Sétimo Guardião" da Rede Globo, uma garota lutadora que sofre preconceito do pai por amar a luta, contracenando com Marcelo Serrado, Carolina Dieckmann, Giulia Gayoso e outros atores.
Em 2021, está no elenco da novela Gênesis, da RecordTV, interpretando o papel de Sara.

## Vida pessoal
Entre 2019 e 2021 namorou a atriz Maria Maya.

## Filmografia

### Televisão
| Ano     | Título            | Personagem                    | Notas                      |
| ------- | ----------------- | ----------------------------- | -------------------------- |
| 2013    | Flor do Caribe    | Ester Schnaider (adolescente) | Episódio: "22 de junho"    |
| 2015–16 | Malhação          | Jéssica Ramos                 | Temporada 23               |
| 2016–17 | Malhação          | Jéssica Ramos                 | Temporada 24               |
| 2017    | Apocalipse        | Ariela Feld (jovem)           | Episódio: "23 de novembro" |
| 2018    | O Sétimo Guardião | Diana Zerzil                  |                            |
| 2021    | Gênesis           | Sarai                         | Fase: "Ur Dos Caldeus"     |
| 2024    | Estranho Amor     | Carolina Santana (Carol)      |                            |

### Cinema
| Ano  | Título            | Papel  |
| ---- | ----------------- | ------ |
| 2015 | Mate-Me Por Favor | Amanda |